# Kanton Hagetmau
Hagetmau is een voormalig kanton van het Franse departement Landes. Het kanton maakte deel uit van het arrondissement Mont-de-Marsan. Het is ingevolge het decreet van 18.2.2014 volledig opgenomen in het nieuwe kanton Chalosse Tursan sinds 22.3.2015.

## Gemeenten
Het kanton Hagetmau omvatte de volgende gemeenten:
- Aubagnan
- Castelner
- Cazalis
- Hagetmau (hoofdplaats)
- Horsarrieu
- Labastide-Chalosse
- Lacrabe
- Mant
- Momuy
- Monget
- Monségur
- Morganx
- Peyre
- Poudenx
- Sainte-Colombe
- Saint-Cricq-Chalosse
- Serres-Gaston
- Serreslous-et-Arribans